# الصفصاف (سيدي علي)
{{معلومات مدينة
| الاسم الرسمي = الصفصاف
| اسم2 =
| صورة =
| تعليق الصورة =
| حجم الصورة =
| بدل الصورة =
| علم =
| تعليق علم =
| شعار =
| تعليق شعار =
| اللقب =
| شعار نصي =
| تاريخ التأسيس =
| خريطة المدينة =
| تعليق على الخريطة =
| حجم الخريطة =
| البلد =  المغرب
| العاصمة =
| عاصمة لـ =
| نوع المنطقة = الجهة
| اسم المنطقة = [[العرائش. بني جرفط 
| نوع المنطقة 2 = الإقليم
| اسم المنطقة 2 = [[إقليم العرائش
| نوع المنطقة 3 = الدائرة
| اسم المنطقة 3 = بني جرفط 
| نوع المنطقة 4 = الجماعة القروية
| اسم المنطقة 4 = بني جرفط 
| نوع المنطقة 5 =
| اسم المنطقة 5 =
| نوع المنطقة 6 =
| اسم المنطقة 6 =
| نوع المنطقة 7 =
| اسم المنطقة 7 =
| نوع المنطقة 8 =
| اسم المنطقة 8 =
| عاصمة سابقة لـ =
| المسؤول الأعلى =
| اسم المسؤول = 
| المسؤول الثاني =
| اسم المسؤول الثاني =
| المسؤول الثالث =
| اسم المسؤول الثالث =
| المساحة الكلية =
| مساحة الأرض =
| مساحة المياه =
| ارتفاع =
| التعداد السكاني =
| إجمالي السكان = 1821 نسمة (20024)
| الكثافة السكانية =
| إحداثيات =
| خط الطول =
| خط العرض = 
| معطيات نسبية =
| سنة التعداد = 2004
| الذكور =
| الإناث =
| عدد الأسر = 157 أسرة
| عدد المساكن =
| التوقيت =0+
| فرق التوقيت =
| غرينتش توقيت صيفي =+1
| الرمز البريدي =
| الرمز الهاتفي =
| جوائز =
| الموقع الرسمي =
| خريطة البلد =
| عنوان تحت الخريطة =
| تضاريس =
| حجم الصورة المستعملة كعلامة على الموقع =
| عرض خريطة البلد =
}}
الصفصاف هي إحدى مشيخات المملكة المغربية، تتبع جغرافيا لإقليم العرائش وإداريًا لبني جرفط . يقدر عدد سكانها بـ1821 نسمة حسب الإحصاء الرسمي للسكان والسكنى لسنة 2024.